# Gare de Mouans-Sartoux
Gare de Mouans-Sartoux – stacja kolejowa w Mouans-Sartoux, w departamencie Alpy Nadmorskie, w regionie Prowansja-Alpy-Lazurowe Wybrzeże, we Francji.
Została otwarta w 1871 przez Compagnie des chemins de fer de Paris à Lyon et à la Méditerranée (PLM), zamknięta w 1938 roku i ponownie otwarta w 2005. Jest stacja należącą do Société nationale des chemins de fer français (SNCF) obsługiwaną przez pociągi TER Provence-Alpes-Côte d’Azur kursujące między Grasse do Ventimiglia, poprzez Cannes i Niceę.

## Położenie
Stacja znajduje się na linii Cannes – Grasse, w km 11,856, na wysokości 125 m, pomiędzy stacjami Ranguin i Grasse.

## Linie kolejowe
- Cannes – Grasse